# Dicranomyia invocata
Dicranomyia invocata är en tvåvingeart som först beskrevs av Alexander 1948.  Dicranomyia invocata ingår i släktet Dicranomyia och familjen småharkrankar. Inga underarter finns listade i Catalogue of Life.